# Lake Rotoroa / Hamilton Lake
Der Lake Rotoroa / Hamilton Lake ist ein See im Stadtgebiet von Hamilton auf der Nordinsel von Neuseeland.

## Geographie
Der Lake Rotoroa / Hamilton Lake befindet sich südlich des Stadtteils Hamilton Central, zwischen dem Waikato River im Osten, der in einer Entfernung von rund 670 m vorbeifließt und dem angrenzenden Stadtteil Frankton im Westen. Der rund 55 Hektar große und bis zu 6,0 m tiefe See, der der größte von drei Seen im Stadtgebiet ist, erstreckt sich über eine Länge von rund 1,36 km in Nordwest-Südost-Richtung und über eine maximale Breite von rund 590 m in Südwest-Nordost-Richtung.
Der See bezieht sein Wasser von Niederschlägen, die einerseits direkt auf den See eingehen und andererseits über die städtische Kanalisation, die das Regenwasser zum Teil in den See leitet. Entwässert wird der Lake Rotoroa / Hamilton Lake über einen verrohrten Auslass hin zum Waitawhiriwhiri Stream der schließlich in den Waikato River mündet. Die Hydrologie des Sees wird heute als fast vollständig künstlich bezeichnet.

## Hamilton Lake Domain
Um den See herum führt ein rund 3,8 km langer städtische geprägter Wanderweg, der Hamilton Lake (Domain) Walkway genannt wird. Der See und der Weg ist Teil des Hamilton Lake Domain, einem rund 101 Hektar großen Park.